# 海津市立石津小学校
海津市立石津小学校 （かいづしりつ いしづしょうがっこう）は、岐阜県海津市南濃町にある公立小学校。

## 沿革
- 1873年（明治6年） - 大里村に蒙享学校が開校。
- 1876年（明治9年） - 伊勢暴動の一揆隊に焼き払われ、廃校。
- 1877年（明治10年） - 太田村に太田蒙享学校として復興する。
- 1887年（明治20年） - 境村に境簡易科小学校が開校する[注釈 1]。
- 1889年（明治22年） - 太田蒙享学校が太田尋常小学校に改称する。境簡易科小学校が太田尋常小学校境分教場となる。
- 1893年（明治26年） - 境分教場が境尋常小学校として独立する[注釈 2]。
- 1896年（明治29年）9月 - 境尋常小学校校舎が洪水で流出。翌年3月まで休校。
- 1897年（明治30年） - 
  - 太田村、吉田村、田鶴村、松山村、境村が合併し、石津村が発足。
  - 太田尋常小学校が石津尋常小学校に改称する[注釈 3]。
- 1914年（大正3年） - 石津尋常小学校が境尋常小学校を統合する。
- 1915年（大正4年）
  - 4月 - 石津尋常高等小学校に改称する。
  - 11月 - 現在地に移転。
- 1941年（昭和16年） - 石津国民学校に改称する。
- 1947年（昭和22年） - 石津村立石津小学校に改称する。
- 1954年（昭和29年）11月5日 - 海津郡城山町、石津村、および養老郡下多度村が合併し、南濃町が発足。同時に南濃町立石津小学校に改称する。
- 1955年（昭和30年） - 校舎（鉄筋コンクリート造）が完成。
- 1956年（昭和31年） - 校舎を増築。
- 1975年（昭和50年） - 石津小学校附属幼稚園が開園する。
- 2005年（平成17年）3月28日 - 海津町、平田町、南濃町が合併して海津市が発足。同時に海津市立石津小学校に改称する。
- 2006年（平成18年） - 現在の校舎が完成。
- 2007年（平成19年） - 現在の体育館が完成。
- 2011年（平成23年） - 石津小学校附属幼稚園が南部保育園と統合し、石津認定こども園となる。石津認定こども園は旧・南部保育園園舎を転用する。

## 通学区域[1]
全て南濃町の地域。
- 安江（山崎さくらヶ丘を除く）
- 太田
- 吉田
- 松山
- 境
- 田鶴

## 進学先中学校
- 城南中学校